# ستانلي دايموند
ستانلي دايموند (بالإنجليزية: Stanley Diamond)‏ هو عالم إنسان أمريكي، ولد في 4 يناير 1922، وتوفي في 31 مارس 1991.